# Seychellerna i olympiska sommarspelen 2016
Seychellerna deltog med tio deltagare vid de olympiska sommarspelen 2016 i Rio de Janeiro. Ingen av landets deltagare erövrade någon medalj.

## Boxning
| Boxare           | Gren     | Omgång 1             | Omgång 2             | Kvartsfinal          | Semifinal            | Final                | Final            |
| Boxare           | Gren     | Motståndare Resultat | Motståndare Resultat | Motståndare Resultat | Motståndare Resultat | Motståndare Resultat | Placering        |
| ---------------- | -------- | -------------------- | -------------------- | -------------------- | -------------------- | -------------------- | ---------------- |
| Andrique Allisop | Lättvikt | Joyce (IRL) L 0–3    | Gick inte vidare     | Gick inte vidare     | Gick inte vidare     | Gick inte vidare     | Gick inte vidare |

## Friidrott
Förkortningar
- Notera– Placeringar avser endast det specifika heatet.
- Q = Tog sig vidare till nästa omgång
- q = Tog sig vidare till nästa omgång som den snabbaste förloraren eller, i fältgrenarna, genom placering utan att nå kvalgränsen
- NR = Nationellt rekord
- N/A = Omgången fanns inte i grenen
- Bye = Idrottaren behövde inte tävla i omgången

Herrar
| Idrottare  | Gren                     | Heat     | Heat      | Semifinal        | Semifinal        | Final            | Final            |
| Idrottare  | Gren                     | Resultat | Placering | Resultat         | Placering        | Resultat         | Placering        |
| ---------- | ------------------------ | -------- | --------- | ---------------- | ---------------- | ---------------- | ---------------- |
| Ned Azemia | Herrarnas 400 meter häck | 50,74 NR | 8         | Gick inte vidare | Gick inte vidare | Gick inte vidare | Gick inte vidare |

Damer
| Idrottare     | Gren              | Kval    | Kval      | Final            | Final            |
| Idrottare     | Gren              | Distans | Placering | Distans          | Placering        |
| ------------- | ----------------- | ------- | --------- | ---------------- | ---------------- |
| Lissa Labiche | Damernas höjdhopp | 1,85    | =29       | Gick inte vidare | Gick inte vidare |

## Judo
| Idrottare       | Gren                           | Omgång 1             | Omgång 2                | Omgång 3             | Kvartsfinaler        | Semifinaler          | Återkval             | Final / BM           | Final / BM       |
| Idrottare       | Gren                           | Motståndare Resultat | Motståndare Resultat    | Motståndare Resultat | Motståndare Resultat | Motståndare Resultat | Motståndare Resultat | Motståndare Resultat | Placering        |
| --------------- | ------------------------------ | -------------------- | ----------------------- | -------------------- | -------------------- | -------------------- | -------------------- | -------------------- | ---------------- |
| Dominic Dugasse | Herrarnas halv tungvikt −100kg | Bye                  | Darwish (EGY) L 000–100 | Gick inte vidare     | Gick inte vidare     | Gick inte vidare     | Gick inte vidare     | Gick inte vidare     | Gick inte vidare |

## Segling
Herrar
| Idrottare          | Gren                | Lopp | Lopp | Lopp | Lopp | Lopp | Lopp | Lopp | Lopp | Lopp | Lopp | Lopp | Lopp | Lopp | Nettopoäng | Slutlig placering |
| Idrottare          | Gren                | 1    | 2    | 3    | 4    | 5    | 6    | 7    | 8    | 9    | 10   | 11   | 12   | M*   | Nettopoäng | Slutlig placering |
| ------------------ | ------------------- | ---- | ---- | ---- | ---- | ---- | ---- | ---- | ---- | ---- | ---- | ---- | ---- | ---- | ---------- | ----------------- |
| Jean-Marc Gardette | Herrarnas RS:X      | 36   | 35   | 33   | 31   | 23   | 31   | 29   | DNF  | 35   | DNF  | 32   | 33   | EL   | 355        | 33                |
| Rodney Govinden    | Herrarnas laser     | 45   | 41   | 47   | 37   | 43   | 37   | 41   | 41   | 43   | 38   | i.u. | i.u. | EL   | 365        | 45                |
| Allan Julie        | Herrarnas finnjolle | 23   | 17   | 23   | 21   | 17   | 18   | 23   | 23   | 22   | 23   | i.u. | i.u. | EL   | 197        | 23                |

## Simning
| Idrottare    | Gren                   | Heat    | Heat      | Semifinal        | Semifinal        | Final            | Final            |
| Idrottare    | Gren                   | Tid     | Placering | Tid              | Placering        | Tid              | Placering        |
| ------------ | ---------------------- | ------- | --------- | ---------------- | ---------------- | ---------------- | ---------------- |
| Adam Viktora | Herrarnas 50 m frisim  | 24,32   | 56        | Gick inte vidare | Gick inte vidare | Gick inte vidare | Gick inte vidare |
| Alexus Laird | Damernas 100 m ryggsim | 1.03,33 | 27        | Gick inte vidare | Gick inte vidare | Gick inte vidare | Gick inte vidare |